# Heinrich Thun

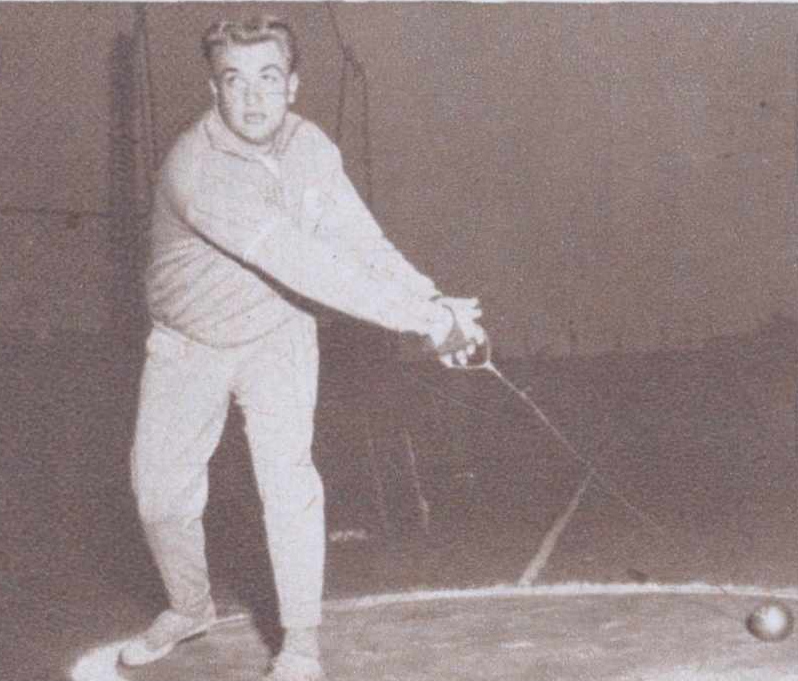
Heinrich Thun

Heinrich Thun (* 1. September 1938 in Wien; † 14. August 2024 ebenda) war ein österreichischer Leichtathlet.

## Sportliche Laufbahn
Thun war 1957–1964 und 1966 österreichischer Meister im Hammerwurf. Er stellte fünfzehn Landesrekorde auf und verbesserte den österreichischen Rekord von 51,33 m auf 69,77 m. Die 69,77 m, aufgestellt am 15. September 1963 in Leoben, waren Jahresweltbestleistung und wurden als österreichischer Landesrekord erst 1976 von Peter Sternad übertroffen.
Bei den Olympischen Spielen 1960 belegte er mit 63,53 m Platz neun, auch 1964 überstand er die Qualifikation, schied aber dann im Vorkampf als 15. mit 62,76 m aus. Bei den Europameisterschaften 1958 belegte Thun mit 58,17 m Platz 13. Vier Jahre später bei den Europameisterschaften 1962 in Belgrad erreichte er mit 65,23 m und Platz vier sein bestes internationales Ergebnis.
1961 und 1963 wurde Heinrich Thun Sportler des Jahres.
Thun war bis 1971 als Sportausbilder beim Bundesheer und wechselte dann ins Unterrichtsministerium. Am 14. August 2024 starb Heinrich Thun in seiner Geburtsstadt Wien im Alter von 85 Jahren.